# Рогві Дал Крістіансен
Рогві Дал Крістіансен (фар. Rógvi Dal Christiansen; 18 липня 1993) — фарерський гандболіст. Виступає за гандбольний клуб Kyndil та національну збірну Фарерських островів.